# Coccyzus vieilloti
Cu cu Puerto Rico (Coccyzus vieilloti) là một loài chim trong họ Cuculidae.
Tên nhị thức của loài cu cu lizard Puerto Rico kỷ niệm nhà nghiên cứu chim Louis Jean Pierre Vieillot của Pháp.
Cu cu Puerto Rico hiện diện trong các khu rừng (phổ biến ở các rừng Guánica, Guajataca và Vega State và trong rừng quốc gia Caribbean) và các đồn điền cà phê trên khắp đảo Puerto Rico. Loài này có thể được quan sát từ từ để tìm kiếm rừng cho thằn lằn, thành phần dinh dưỡng chính của nó (khoảng 75%). Nhện lớn và côn trùng được tiêu thụ để bổ sung chế độ ăn.